# Smalhuvad lädersköldpadda
Smalhuvad lädersköldpadda (Chitra indica) är en sköldpaddsart som beskrevs av John Edward Gray 1831. Arten ingår i släktet Chitra och familjen lädersköldpaddor. IUCN kategoriserar den smalhuvade lädersköldpaddan globalt som starkt hotad. Inga underarter finns listade i Catalogue of Life.

## Beskrivning
Smalhuvade lädersköldpaddor blir mycket stora med skal som kan vara upp till 110 centimeter långt. Skallen är lång och smal med näsborrar och ögonhålor nära nästippen. Färgen på skalet varierar från olivfärgat till blågrått, nacken och utsidan av frambenen har liknande färg.

## Utbredning
Den smalhuvade lädersköldpaddan lever i floder i Indien, Pakistan, Nepal och Bangladesh.

## Levnadssätt
Artens optimala habitat är mellanstora och stora floder med låg grumlighet och sandiga bottnar. De smalhuvade lädersköldpaddorna tillbringar större delen av dagen nedgrävda i sanden på flodbottnar.
Detta beteende sker i syfte att fånga byte och sköldpaddorna livnär sig på fisk, grodor, räkor och mollusker.
Honorna lägger sina ägg på sandiga flodstränder, i 18–30 centimeter djupa gropar. De lägger mellan 65 och 187 ägg åt gången, dessa tar sedan mellan 40 och 70 dagar på sig innan de kläcks.